# All Saints, Kirkbymoorside

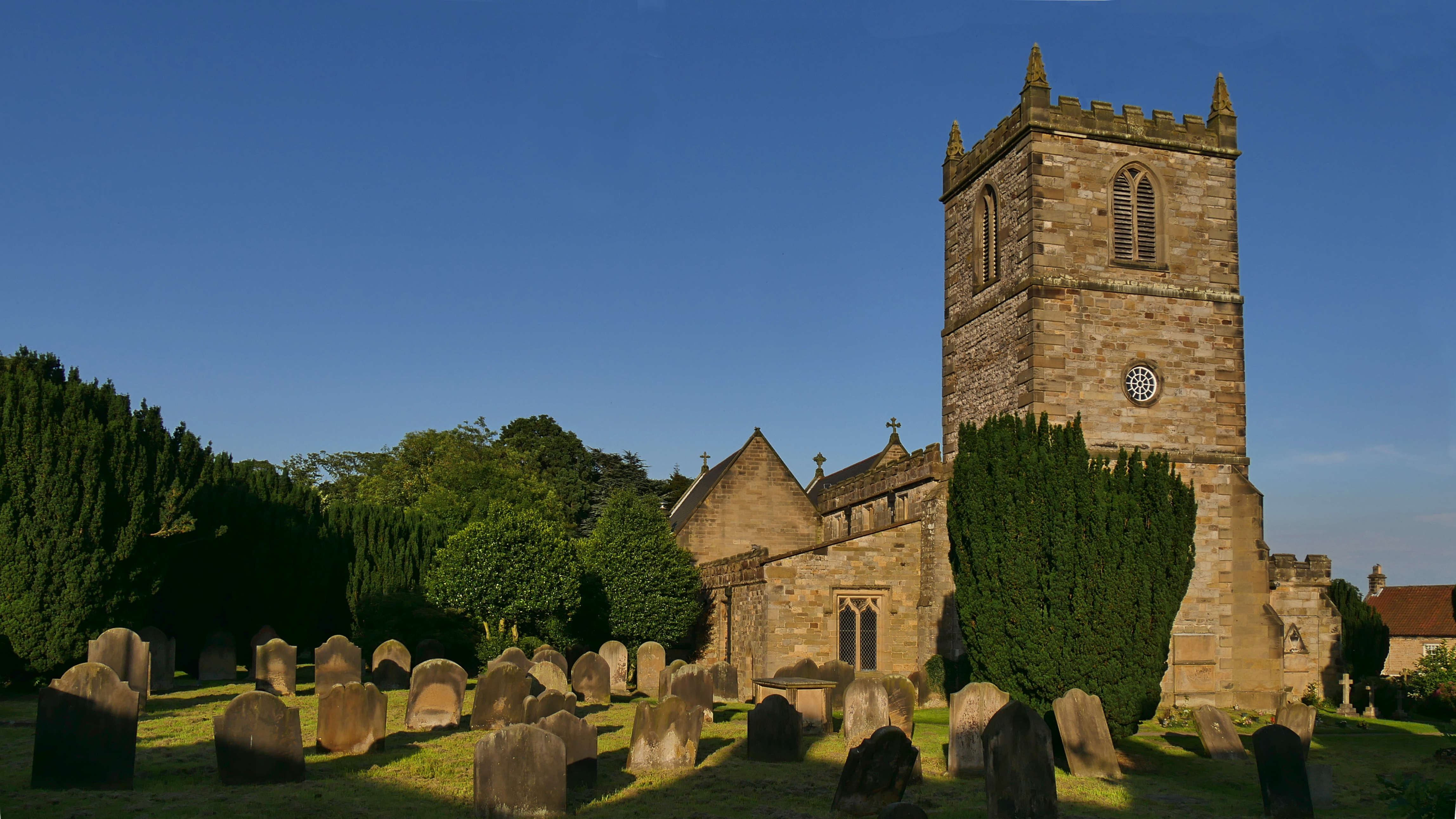
Ansicht von Westen

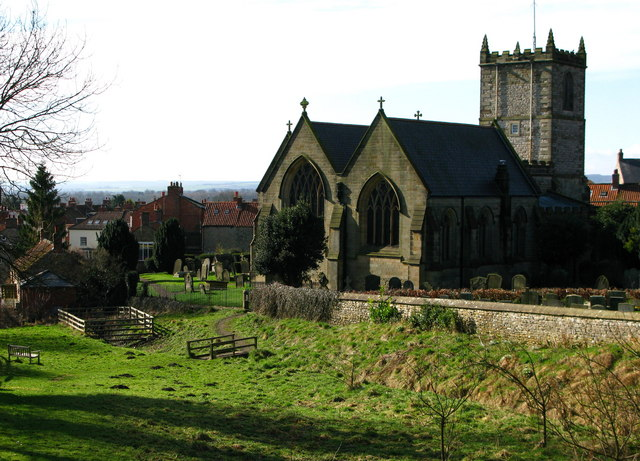
Ansicht von Osten

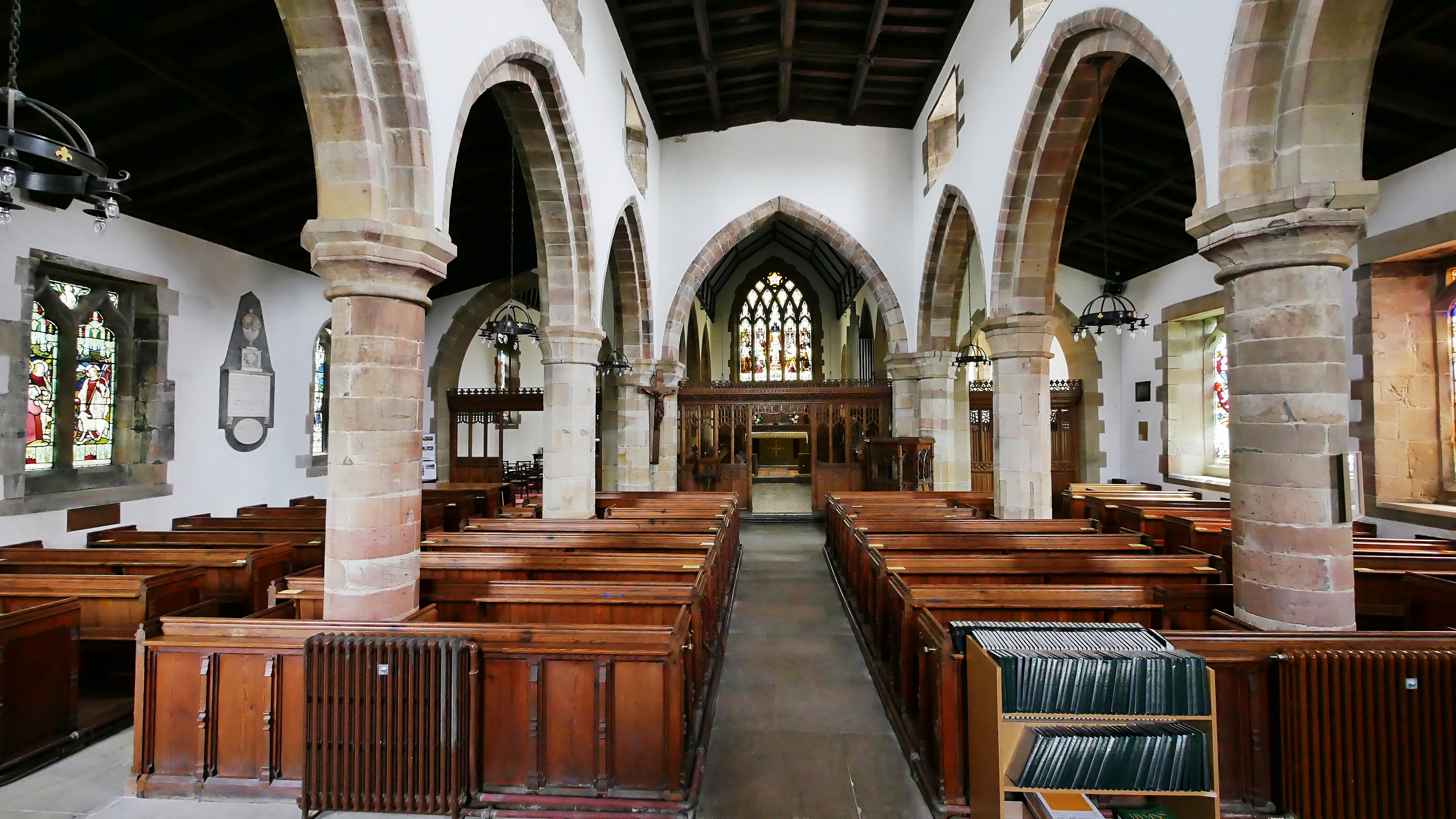
Innenraum

Die All Saints’ Church, Kirkbymoorside ist eine angelsächsische Kirche in Kirkbymoorside in der Grafschaft North Yorkshire in der Region Yorkshire and the Humber in England. Sie wurde ab 1250 anstelle eines Vorgängerbaus errichtet. Die Kirche zählt zu den Bauwerken von außerordentlicher Bedeutung mit dem Status Grade I der amtlichen Denkmalliste des Vereinigten Königreichs.

## Lage
Die anglikanische Kirche liegt am nördlichen Rand des Städtchens Kirkbymooreside in North Yorkshire, England, am Eingang zu den North York Moors. In Kirkbymooreside gibt es weiterhin noch eine methodistische, eine römisch-katholische und eine baptistische Kirche.

## Baugeschichte

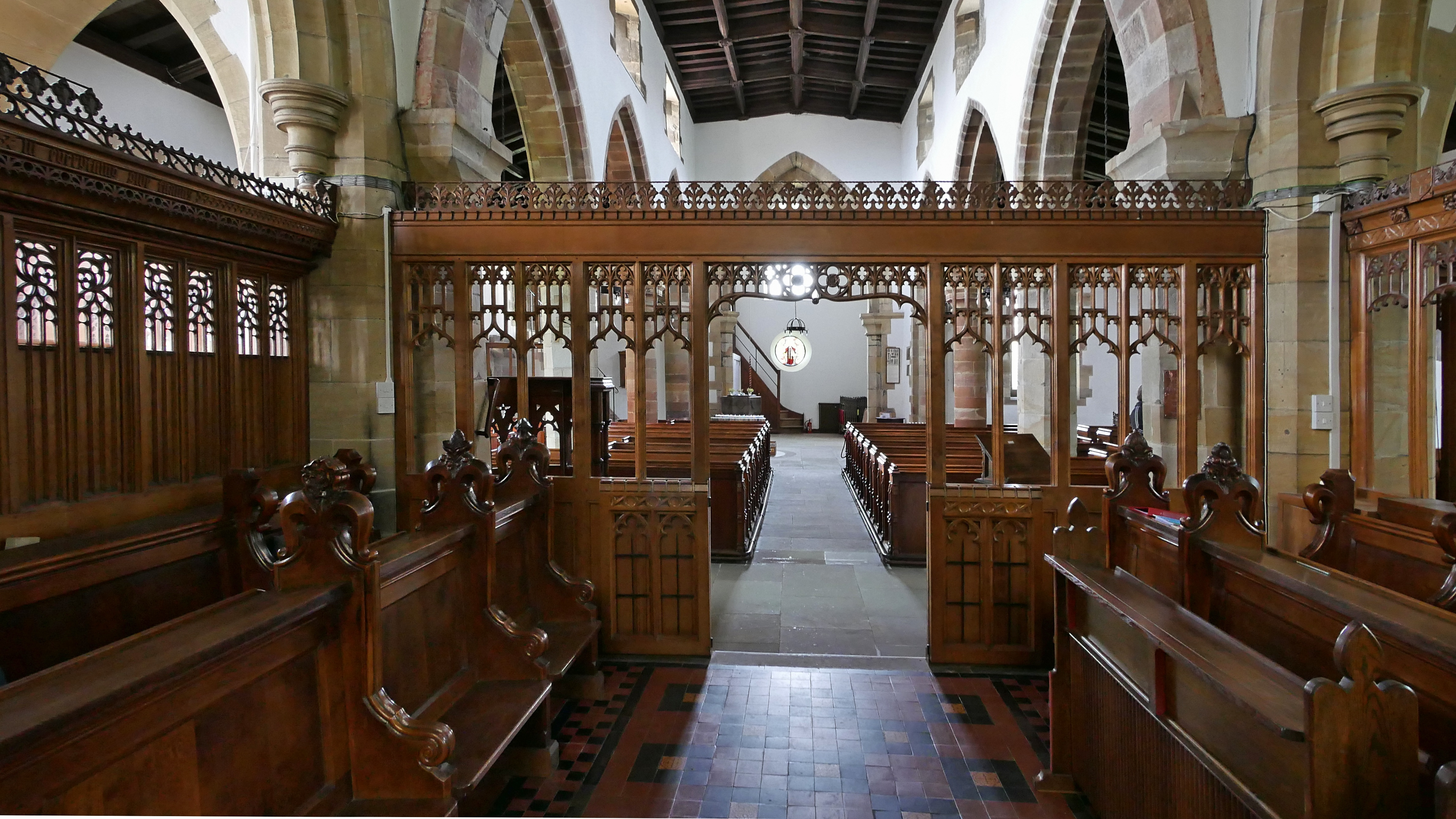
Blick vom Chor ins Schiff

Die heutige Kirche wurde ab 1250 erbaut. Der Chor wurde im 19. Jahrhundert erneuert. Die südliche Vorhalle wurde um 1400 erbaut. Im Obergeschoss befindet sich ein Raum, der möglicherweise für einen Gast-Priester gedacht war. Dieser ist über eine Treppe im Inneren der Kirche erschlossen.

## Innenraum

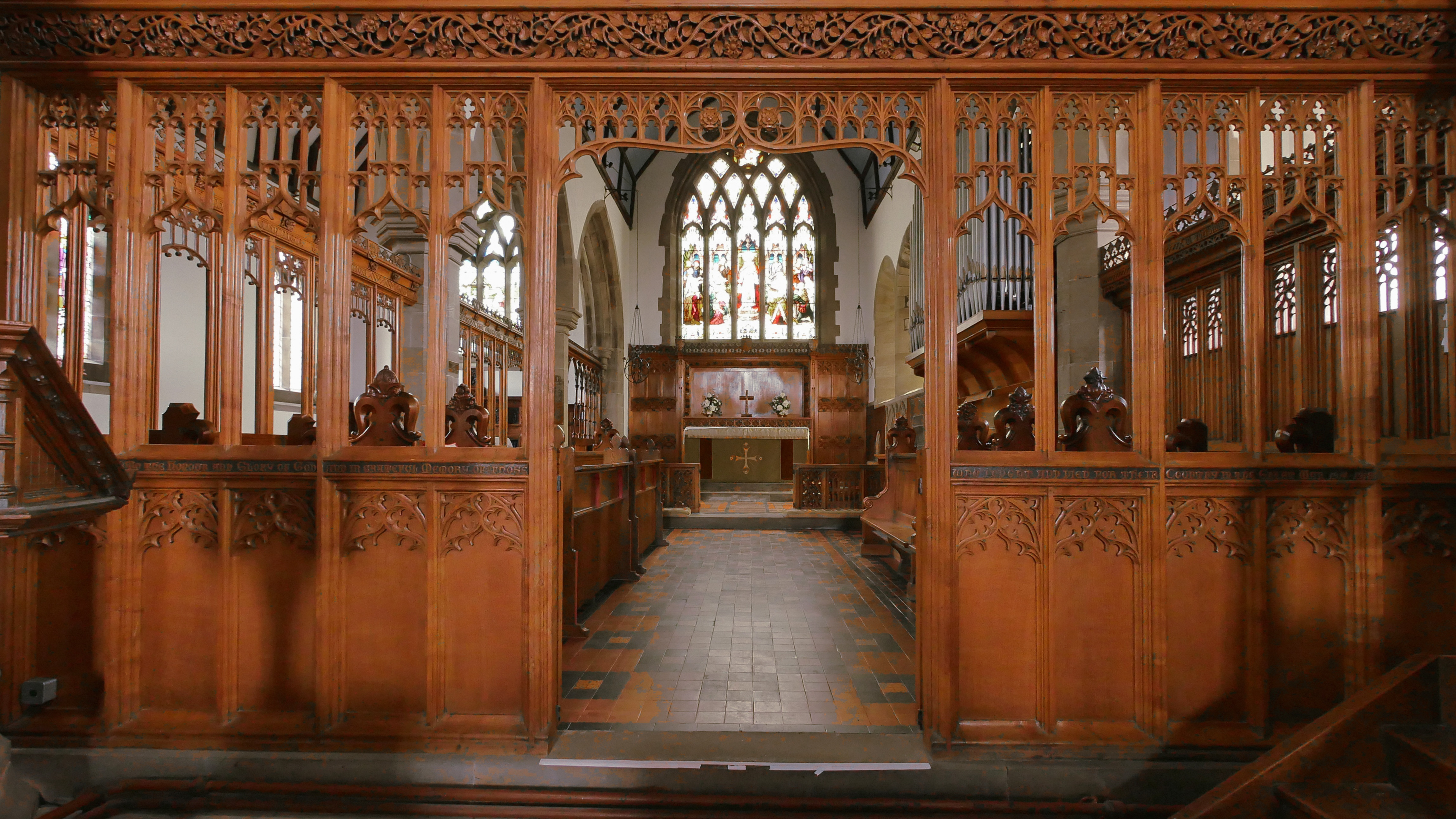
Chorschranke

Die Kirche ist dreischiffig. Die Pfeiler zwischen Haupt- und Seitenschiffen sind abwechselnd rund und achteckig. Darüber wölben sich leicht angespitzte Bögen. Die Kirche ist weiß verputzt. Der Chor wurde 1874 neu erbaut. Aus dem Vorgängerbau wurden ein normannisches Fenster und die um 1350 datierten Sitznieschen übernommen. Die Holzdecken sind im Schiff im dunkelbraun und im Chor blau gestrichen. Die Kirchenbänke stammen aus dem 19. Jahrhundert. Beachtenswert sind weiterhin die Ausstattungselemente aus Schmiedeeisen: Die Leuchter, das Gitter der Vorhalle und die Blumenständer. Im Eingangsbereich befindet sich ein achteckiger Taufstein. In der Ladies Chapel im linken Seitenschiff steht ein dunkelbraun und schwarzer Schnitzaltar aus dem 19. Jahrhundert.
Die Kirche beherbergt eine Reihe von bunten Glasfenstern. Beachtenswert ist ein Fenster im rechten Seitenschiff mit dem Bild der Kirche im 18. Jahrhundert. Ein Fenster in der Lady Chapel zeigt den Apotheker Wrothwell mit einem Bild seiner Apotheke.

## Turm

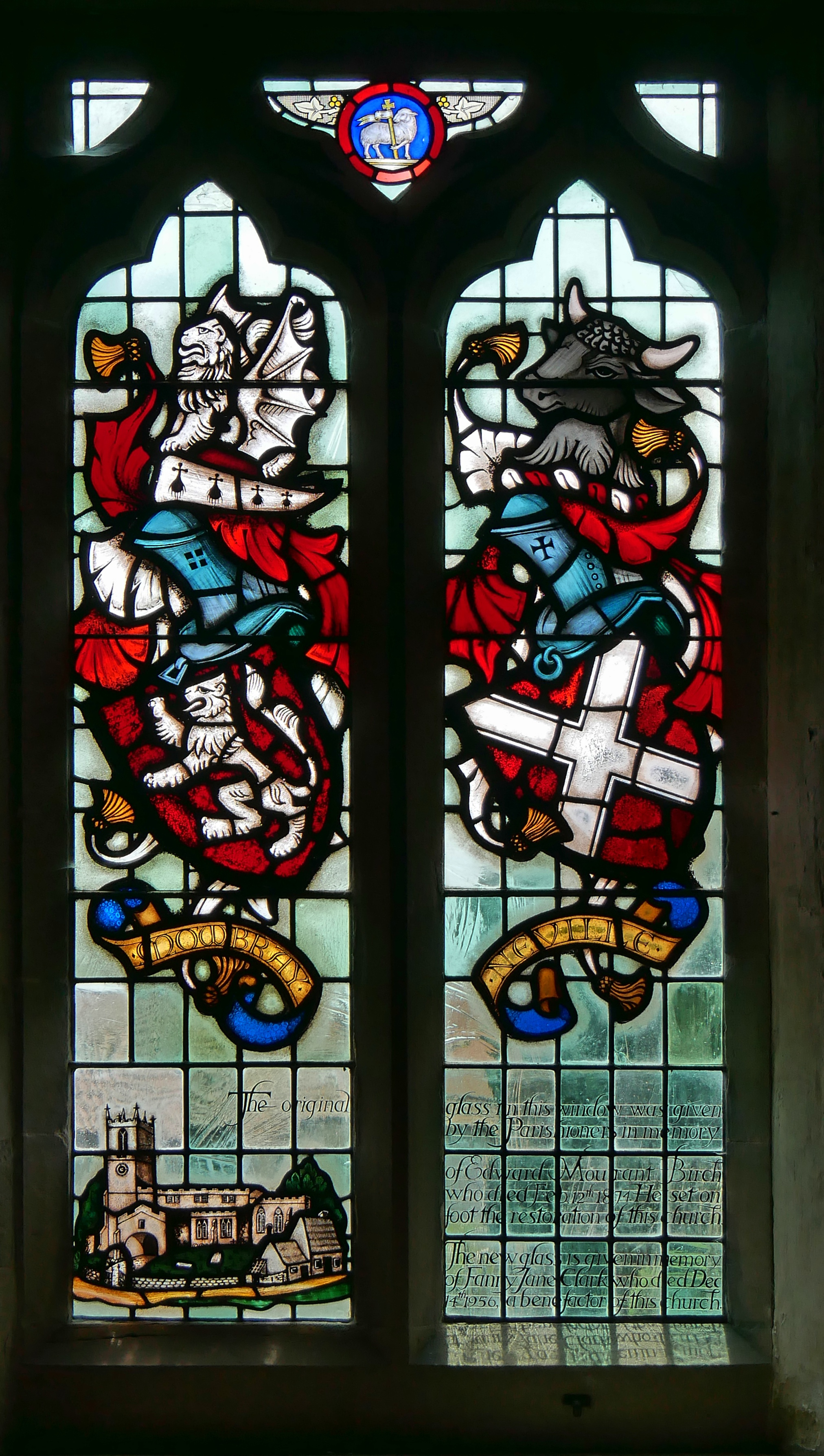
Fenster mit Bild der Kirche

Der viereckige Turm ist im Westen an das Kirchenschiff angebaut. Er besitzt an allen vier Ecken Spitzen und dazwischen ein Geländer. Im Turm hängt ein Glockenspiel mit sechs Glocken, das u. a. vor den Gottesdiensten gespielt wird.